# Szegedi vár
A szegedi vár közvetlenül a Tisza jobb partján helyezkedett el, a mai város belvárosi oldalán.

## Története

### Ókor
A fontos tiszai átkelőhely mellékén már ősidők óta megtelepült az ember, valószínűleg a vár helyén alakult meg az ókori Partiszkón nevű „városszerű” település, amelyet Ptolemaiosz említett földrajzi leírásában a Kr. u. 2. században. A település lakói kelták, valamint szarmata jazigok lehettek.  A Kr. u. 2–3. században a rómaiak egy útállomást (mansio) létesítettek. Az állomás biztosította az Erdélyből érkező, Maroson szállított só és arany eljutását a birodalom többi szegletébe. A népvándorlás koráról kevés információ áll rendelkezésünkre, csak feltételezhetjük, hogy különböző népcsoportok, hunok, gepidák, avarok, bolgárok, majd magyarok vették uralmuk alá.

### Középkor
A ma elfogadott általános nézet szerint a középkori vár a 13. század második felében, 1261–1280 között épült. A tatárjárás alatt elpusztult csongrádi vár, a megye akkori központjának szerepét vette át. Elsődleges szerepe a sószállító hajók fogadása, a sószállítás szegedi kikötője, tiszai átkelőhely, valamint az itt összefutó fontos vízi és szárazföldi utak biztosítása. A marosi sószállításról már I. (Szent) István idejéből maradtak ránk források, a szegedi kirakodóhelyet először egy 1183-as oklevélben említik Ciggedin néven. Mint országos sórakodó helyről 1222-től maradtak fent adatok. 1282-ben Szeged országgyűlésnek adott helyet, amit valószínűleg a várban rendeztek meg. A só királyi monopólium volt, így valószínűleg maga a vár is királyi várként épült. Legrégebbi magja 1308–1318 között már biztosan állt, mivel várnagyát (castellanus) egy oklevélben említik Dénes fia Pál mester néven.
Magát a várat legelőször egy 1338-ban kelt oklevélben említik, ekkor I. Károly a szegedi várat elsőszülött fia jegyesének, Luxemburgi Margit hercegnőnek zálogosította el, majd 1349-ben, Margit halála után a birtokjog visszaszállt a királyra. A 14. század végére az erdélyi vajda a vár felügyelője. A 15. század elején rövid ideig a Szeri Posafi család birtokolja. 1407–1426 között Ozorai Pipó kezére kerül, majd 1437-től a király bizalmi emberei birtokolták. 1439-ben Albert király Erzsébet királynénak adományozta a várat, ezek után újra királyi kézre kerül – onnan tudjuk, hogy 1443-ban I. Ulászló a két erdélyi vajda közvetítésével, majd 1459-ben Mátyás király egyik oklevelében személyesen utasítja a szegedi várnagyot. Mátyás a szegedi várat fiának, Corvin Jánosnak juttatta, rövid időre, 1494-től Kinizsi Pál kezén volt, majd visszaszállt Corvin Jánosra, aki 1502-ben 2000 forintért eladta a királynak.

### Török kor
Az oszmán török csapatok 1542-ben elfoglalták a szegedi várat. A város bírája, aki az ostrom elől elmenekült, próbát tett a visszavételre, és a környékbeli lakosság és hajdúk erejében bízott. A várost 1552 elején sikerült is visszafoglalniuk, de az erős várfalak mögé húzódó védők sikeresen visszaverték. A sikertől fellelkesült magyarok nyílt csatába bocsátkoztak a várbeliek felmentésére érkezett budai pasa hadával szemben. A harcedzett janicsárok és szpáhik végül legyőzték a magyar katonákat, így Szeged másfél évszázadra török uralom alá került. Az erődöt a felszabadító háború során 1688. október 15-én fogták ostrom alá a császári seregek, és néhány hét után a helyőrség kénytelen volt kapitulálni.

### Szegedi várbörtön
A szegedi várat a 18. század folyamán (az Oszmán Birodalom határának közelsége miatt) nagyszabású munkálatokkal erődítették, külső sáncokkal modernizálták. Később elvesztette hadászati jelentőségét, és börtönné alakították át. A szegedi várbörtönben többek között Rózsa Sándor is raboskodott. 1869. január 25-én gróf Ráday Gedeon becsalta Rózsa Sándort a szegedi várba, ahol azonnal elfogták. Rózsa Sándor közel három évig raboskodott a várban, mire lefolytatták az ellene indított nyomozást. Az ellene indított per 1872. december 8-án kezdődött a szegedi várbörtönben, és december 25-én mondták ki az ítéletet, ami elsőfokon életfogytiglani börtön volt, azonban ezt a felsőtábla halálbüntetésre változtatta. Közel kétévnyi huzavona után végül 1874. november 7-én I. Ferenc József kegyelmet adott az alföldi betyárnak. Rózsa Sándort az ítélet módosítása után a szegedi várból a szamosújvári börtönbe szállították, ahol 1878. november 22-én érte a halál.

### 1879-es szegedi nagy árvíz
A szegedi vár végzetét az 1879-es nagy árvíz okozta. A városvezetők 1881. február 22-én döntöttek a szegedi vár lebontásáról. Egyfelől maga a vár is jelentős károkat szenvedett, másfelől a romba dőlt város középületeinek helyreállítása érdekében hoztak határozatot a védőművek lebontásáról. A városnak ugyanis a belváros újjáépítéséhez nagy mennyiségű építőanyagra volt szüksége, és erre kiválóan alkalmas volt a vár kitűnő minőségű téglaanyaga.

## A szegedi vár ma
Ma két építmény emlékeztet az egykori szegedi várra: a vízi rondella maradványai a Tisza-parton (Bástya) és a Móra Ferenc Múzeum mögött elhelyezkedő Mária Terézia-kapu, az egykori Várkert néven ismert szórakozóhely, napjainkban Vármúzeum.

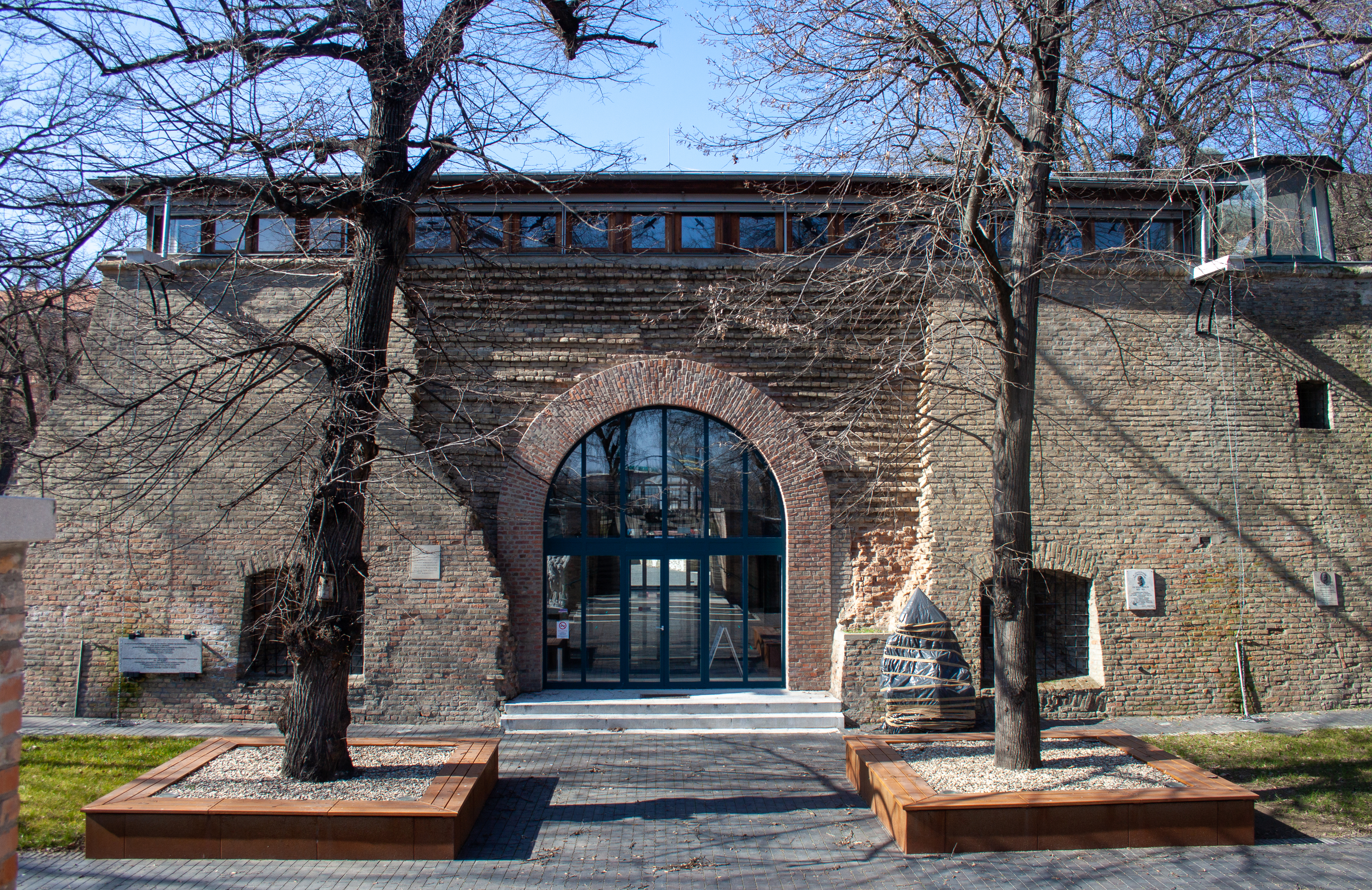
Vármúzeum és kőtár keleti homlokzata
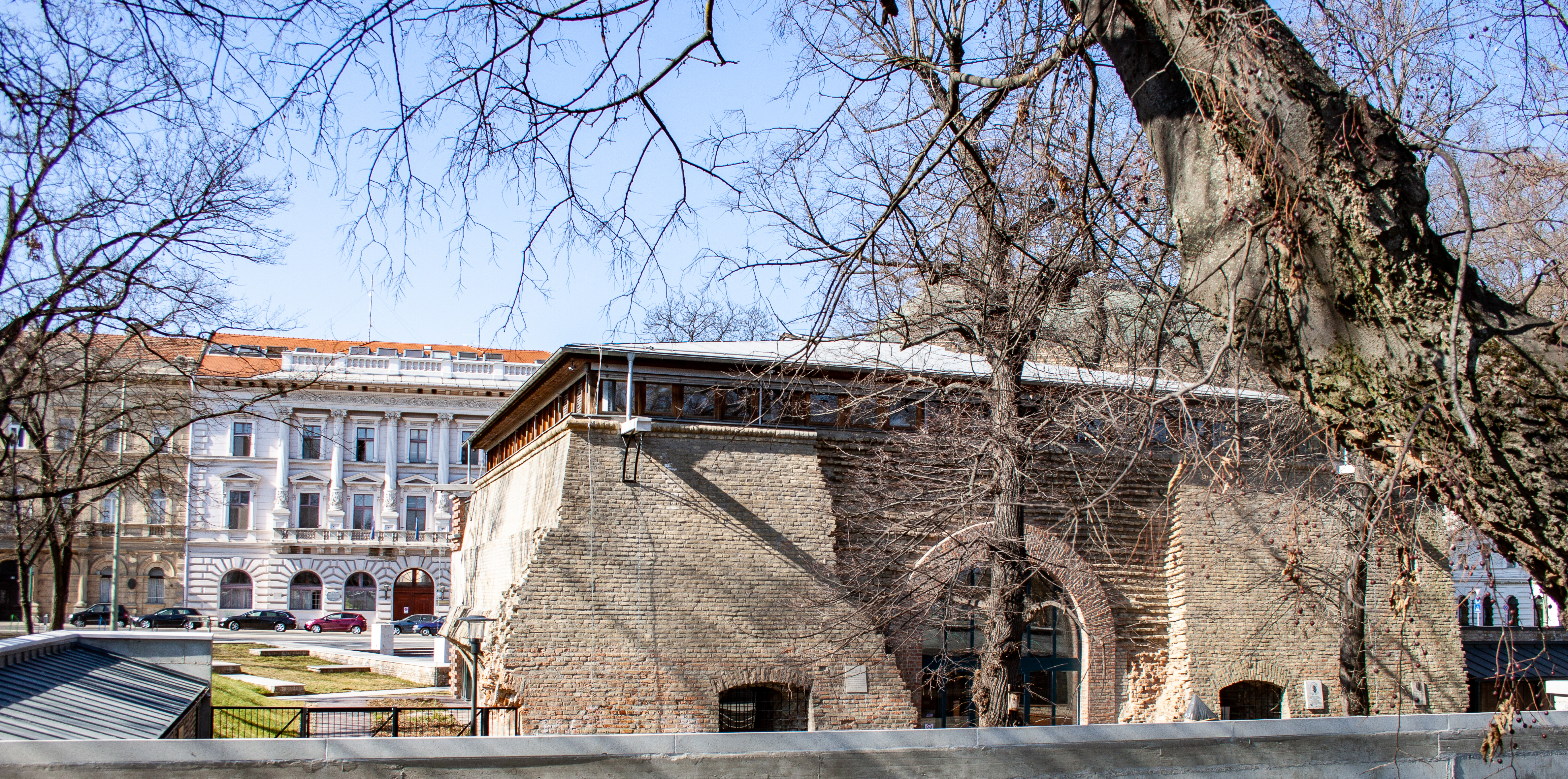
Vármúzeum és kőtár keleti homlokzata
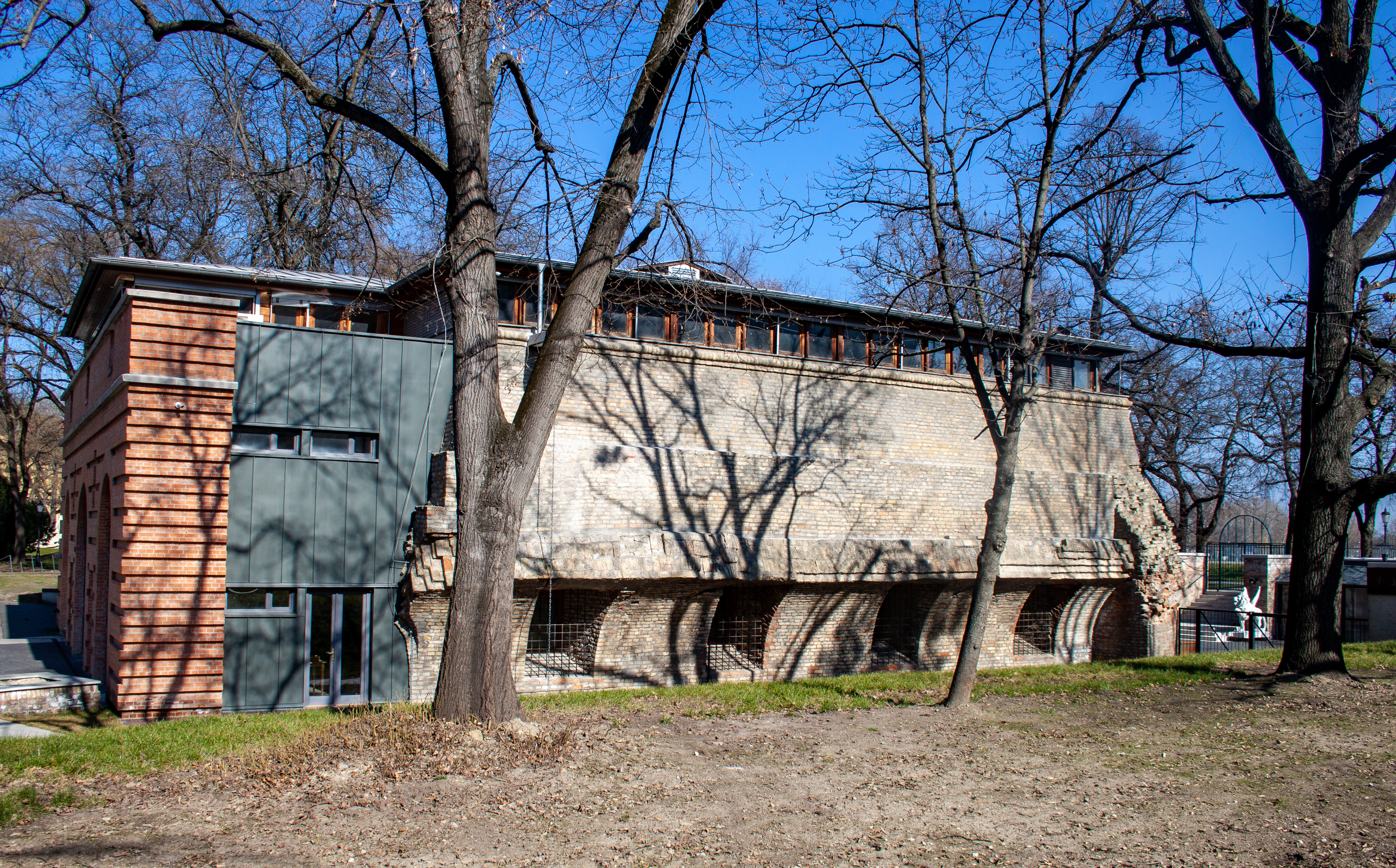
Vármúzeum és kőtár déli oldala
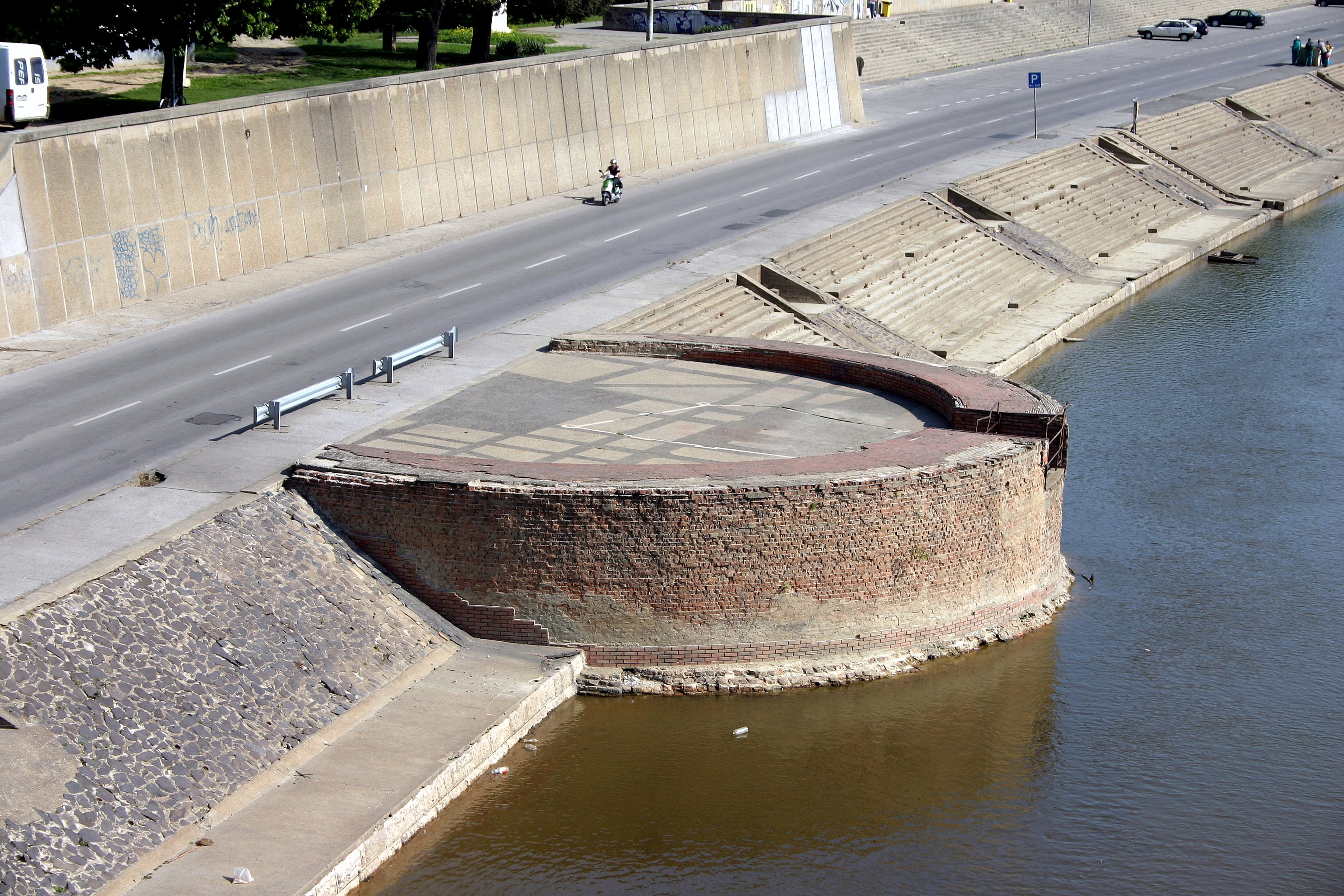
A szegedi vár fennmaradt bástyája a Huszár Mátyás rakparton